# Latindia signata
Latindia signata är en kackerlacksart som beskrevs av Brunner von Wattenwyl 1865. Latindia signata ingår i släktet Latindia och familjen Polyphagidae. Inga underarter finns listade i Catalogue of Life.